# WinterWedstrijden
De WinterWedstrijden is een jaarlijkse roeiwedstrijd op de Delftse Schie tussen Overschie en Delft die georganiseerd wordt door de Delftse Studenten Roeivereniging Proteus-Eretes. De wedstrijd begon in 1976 als een behoefte van de KNRB voor een selectietest na de winterstop, maar is uitgegroeid tot de opening van het wedstrijdroeiseizoen.
De wedstrijd duurt 2 dagen (zaterdag en zondag) en vindt eind februari plaats. De wedstrijd is een tijdrace over 5000m. In 1978, 1987 en 2005 ging de wedstrijd niet door vanwege vorst.